# Liste von Bergen und Erhebungen in Tschechien
Dies ist eine Auflistung der höchsten Berge Tschechiens.
Sie befinden sich hauptsächlich im Riesengebirge, Altvatergebirge und Böhmerwald (tschechisch: Krkonoše, Hrubý Jeseník, Šumava).
Aufstellungen der Gebirge mit weniger hohen Bergen, die nicht in dieser Liste vorkommen, aber immer noch über 1000 m hoch sind, finden sich im Anschluss daran.
Die Gebirge liegen alle in den Grenzregionen zu den Nachbarländern Polen, Deutschland, Österreich und Slowakei.

## Lage der Gebirge mit Gipfeln über 1000 m
| Riesengebirge | Altvatergebirge | Böhmerwald | Glatzer Schneegebirge | Adlergebirge |
| ------------- | --------------- | ---------- | --------------------- | ------------ |
|               |                 |            |                       |              |

| Böhmerwaldvorland | Erzgebirge | Gratzener Bergland | Hannsdorfer Bergland | Hostein-Wsetiner Bergland |
| ----------------- | ---------- | ------------------ | -------------------- | ------------------------- |
|                   |            |                    |                      |                           |

| Isergebirge | Jeschkengebirge | Mährisch-Schlesische Beskiden | Oberpfälzer Wald | Reichensteiner Gebirge |
| ----------- | --------------- | ----------------------------- | ---------------- | ---------------------- |
|             |                 |                               |                  |                        |

## Die höchsten Berge in Tschechien
| Name des Berges             | Tschechischer Name              | Höhe in m | Gebirge               | Bild |
| --------------------------- | ------------------------------- | --------- | --------------------- | ---- |
| Schneekoppe                 | Sněžka                          | 1603 m    | Riesengebirge         |      |
| Hochwiesenberg              | Luční hora                      | 1555 m    | Riesengebirge         |      |
| Brunnberg                   | Studniční hora                  | 1554 m    | Riesengebirge         |      |
| Hohes Rad                   | Vysoké kolo                     | 1509 m    | Riesengebirge         |      |
| Altvater                    | Praděd                          | 1491 m    | Altvatergebirge       |      |
| Mittagsberg                 | Stříbrný hřbet                  | 1490 m    | Riesengebirge         |      |
| Vysoká pláň                 | Vysoká pláň                     | 1490 m    | Riesengebirge         |      |
| Veilchenstein               | Violík                          | 1472 m    | Riesengebirge         |      |
| Hohe Heide                  | Vysoká hole                     | 1465 m    | Altvatergebirge       |      |
| Peterstein                  | Petrovy kameny                  | 1446 m    | Altvatergebirge       |      |
| Kleine Sturmhaube           | Malý Šišák                      | 1440 m    | Riesengebirge         |      |
| Kesselkoppe                 | Kotel                           | 1435 m    | Riesengebirge         |      |
| Weiße Wiese oder Silberkamm | Bílá louka oder Stříbrné návrší | 1433 m    | Riesengebirge         |      |
| Glatzer Schneeberg          | Králický Sněžník                | 1425 m    | Glatzer Schneegebirge |      |
| Glaseberg                   | Keprník                         | 1423 m    | Altvatergebirge       |      |
| Plattenberg                 | Zadní Planina                   | 1423 m    | Riesengebirge         |      |
| Harrachsteine               | Harrachovy kameny               | 1421 m    | Riesengebirge         |      |
| Mannsteine                  | Mužské kameny                   | 1417 m    | Riesengebirge         |      |
| Vrbatovo návrší             | Vrbatovo návrší                 | 1416 m    | Riesengebirge         |      |
| Mädelsteine                 | Dívčí kameny                    | 1413 m    | Riesengebirge         |      |
| Schwarze Koppe              | Svorová hora                    | 1411 m    | Riesengebirge         |      |
| Goldhöhe                    | Zlaté návrší                    | 1411 m    | Riesengebirge         |      |
| Rosenberg                   | Růžová hora                     | 1396 m    | Riesengebirge         |      |
| Ziegenrücken                | Kozí hřbety                     | 1387 m    | Riesengebirge         |      |
| Maiberg                     | Velký Máj                       | 1386 m    | Altvatergebirge       |      |
| Plöckenstein                | Plechý                          | 1378 m    | Böhmerwald            |      |
| Fuhrmannstein               | Vozka                           | 1377 m    | Altvatergebirge       |      |
| Plattenhausenriegel         | Blatný vrch                     | 1376 m    | Böhmerwald            |      |
| Nad Rakouskou loukou        | Nad Rakouskou loukou            | 1373 m    | Böhmerwald            |      |
| Moorberg                    | Velká Mokrůvka                  | 1376 m    | Böhmerwald            |      |
| Kleiner Vaterberg           | Malý Děd                        | 1368 m    | Altvatergebirge       |      |
| Hirschkamm                  | Jelení hřbet                    | 1367 m    | Altvatergebirge       |      |
| Fuchsberg                   | Liščí hora                      | 1363 m    | Riesengebirge         |      |
| Kubany                      | Boubín                          | 1362 m    | Böhmerwald            |      |
| Bayerischer Plöckenstein    | Trojmezná                       | 1362 m    | Böhmerwald            |      |
| Schieferheide               | Břidličná hora                  | 1358 m    | Altvatergebirge       |      |
| Lange Lenth                 | Dlouhé stráně                   | 1353 m    | Altvatergebirge       |      |
| Žalostná                    | Žalostná                        | 1352 m    | Altvatergebirge       |      |
| Hochschar                   | Šerák                           | 1351 m    | Altvatergebirge       |      |
| Großer Spitzberg            | Špičník                         | 1351 m    | Böhmerwald            |      |
| Kahler Berg                 | Lysá hora                       | 1344 m    | Riesengebirge         |      |
| Ameisenhübel oder Brünlberg | Mravenečník                     | 1343 m    | Altvatergebirge       |      |
| Seewand                     | Jezerní hora                    | 1343 m    | Böhmerwald            |      |
| Vřesník                     | Vřesník                         | 1342 m    | Altvatergebirge       |      |
| Hochkamm                    | Vysoký hřeben                   | 1341 m    | Böhmerwald            |      |
| Lackenberg                  | Debrník oder Plesná             | 1337 m    | Böhmerwald            |      |
| Roter Berg                  | Červená hora                    | 1337 m    | Altvatergebirge       |      |
| Zwercheck                   | Svaroh                          | 1333 m    | Böhmerwald            |      |

## Weitere Gebirge mit Erhebungen über 1000 m

### Adlergebirge (Orlické hory)
| Name des Berges      | Tschechischer Name | Höhe in m | Gebirge      | Bild |
| -------------------- | ------------------ | --------- | ------------ | ---- |
| Deschneyer Großkoppe | Velká Deštná       | 1115 m    | Adlergebirge |      |
| Kreiselberg          | Koruna             | 1101 m    | Adlergebirge |      |

### Böhmerwaldvorland (Šumavské podhůří)
| Name des Berges | Tschechischer Name | Höhe in m | Gebirge           | Bild |
| --------------- | ------------------ | --------- | ----------------- | ---- |
| Liebing         | Libín              | 1093 m    | Böhmerwaldvorland |      |
| Schöninger      | Kleť               | 1085 m    | Böhmerwaldvorland |      |

### Erzgebirge (Krušné hory)
| Name des Berges       | Tschechischer Name | Höhe in m | Gebirge    | Bild |
| --------------------- | ------------------ | --------- | ---------- | ---- |
| Keilberg              | Klínovec           | 1244 m    | Erzgebirge |      |
| Gottesgaber Spitzberg | Božídarský Špičák  | 1115 m    | Erzgebirge |      |

### Gratzener Bergland (Novohradské hory)
| Name des Berges | Tschechischer Name | Höhe in m | Gebirge            | Bild |
| --------------- | ------------------ | --------- | ------------------ | ---- |
| Steinberg       | Kamenec            | 1072 m    | Gratzener Bergland |      |
| Farrenberg      | Myslivna           | 1040 m    | Gratzener Bergland |      |

### Hannsdorfer Bergland (Hanušovická vrchovina)
| Name des Berges | Tschechischer Name | Höhe in m | Gebirge              | Bild |
| --------------- | ------------------ | --------- | -------------------- | ---- |
| Ebereschberg    | Jeřáb              | 1003 m    | Hannsdorfer Bergland |      |

### Hostein-Wsetiner Bergland (Hostýnsko-vsetínská hornatina)
| Name des Berges | Tschechischer Name | Höhe in m | Gebirge                   | Bild |
| --------------- | ------------------ | --------- | ------------------------- | ---- |
| Vysoká          | Vysoká             | 1024 m    | Hostein-Wsetiner Bergland |      |

### Isergebirge (Jizerské hory)
| Name des Berges          | Tschechischer Name | Höhe in m | Gebirge     | Bild |
| ------------------------ | ------------------ | --------- | ----------- | ---- |
| Tafelfichte              | Smrk               | 1124 m    | Isergebirge |      |
| Sieghübl oder Siechhübel | Jizera             | 1122 m    | Isergebirge |      |

### Jeschkengebirge (Ještědský hřbet)
| Name des Berges | Tschechischer Name | Höhe in m | Gebirge         | Bild |
| --------------- | ------------------ | --------- | --------------- | ---- |
| Jeschken        | Ještěd             | 1012 m    | Jeschkengebirge |      |

### Mährisch-Schlesische Beskiden (Moravskoslezské Beskydy)
| Name des Berges | Tschechischer Name | Höhe in m | Gebirge                       | Bild |
| --------------- | ------------------ | --------- | ----------------------------- | ---- |
| Kahlberg        | Lysá hora          | 1323 m    | Mährisch-Schlesische Beskiden |      |
| Smrk            | Smrk               | 1276 m    | Mährisch-Schlesische Beskiden |      |

### Oberpfälzer Wald (Český les)
| Name des Berges | Tschechischer Name | Höhe in m | Gebirge          | Bild |
| --------------- | ------------------ | --------- | ---------------- | ---- |
| Schwarzkopf     | Čerchov            | 1042 m    | Oberpfälzer Wald |      |
| Skalka          | Skalka             | 1005 m    | Oberpfälzer Wald |      |

### Reichensteiner Gebirge (Rychlebské hory)
| Name des Berges | Tschechischer Name | Höhe in m | Gebirge                | Bild |
| --------------- | ------------------ | --------- | ---------------------- | ---- |
| Fichtlich       | Smrk               | 1126 m    | Reichensteiner Gebirge |      |
| Wiesenberg      | Travná hora        | 1125 m    | Reichensteiner Gebirge |      |